# Ше (повіт, Хебей)
36°33′35″ пн. ш. 113°40′06″ сх. д. / 36.55967° пн. ш. 113.66831° сх. д.
Ше (кит. 涉县, пін. Shè Xiàn) — один із повітів КНР у складі префектури Ханьдань, провінція Хебей. Адміністративний центр — містечко Шечен.

## Географія
Повіт Ше у середньому лежить на висоті близько 441 метра над рівнем моря на схід від гір Тайханшань.

### Клімат
Повіт знаходиться у зоні, котра характеризується вологим континентальним кліматом зі спекотним літом. Найтепліший місяць — липень із середньою температурою 25,8 °C. Найхолодніший місяць — січень, із середньою температурою -1,6 °С.
| Клімат повіту Ше                                   | Клімат повіту Ше | Клімат повіту Ше | Клімат повіту Ше | Клімат повіту Ше | Клімат повіту Ше | Клімат повіту Ше | Клімат повіту Ше | Клімат повіту Ше | Клімат повіту Ше | Клімат повіту Ше | Клімат повіту Ше | Клімат повіту Ше | Клімат повіту Ше |
| Показник                                           | Січ.             | Лют.             | Бер.             | Квіт.            | Трав.            | Черв.            | Лип.             | Серп.            | Вер.             | Жовт.            | Лист.            | Груд.            | Рік              |
| Середній максимум, °C                              | 5,5              | 9,2              | 15,5             | 22,5             | 27,7             | 31,3             | 31,5             | 30               | 26,2             | 21               | 13,7             | 7,3              | 20,1             |
| Середня температура, °C                            | −1,6             | 1,9              | 8,2              | 15,1             | 20,5             | 24,4             | 25,8             | 24,3             | 19,6             | 13,6             | 6,4              | 0,5              | 13,2             |
| Середній мінімум, °C                               | −6,5             | −3,4             | 2,2              | 8,5              | 13,7             | 18,3             | 21,2             | 19,9             | 14,6             | 8,2              | 1,2              | −4,2             | 7,8              |
| Норма опадів, мм                                   | 4.2              | 8.3              | 10.6             | 30.9             | 41.7             | 71.6             | 144.9            | 119.7            | 58.9             | 30.2             | 16.7             | 3.3              | 541              |
| Вологість повітря, %                               | 52               | 50               | 46               | 50               | 53               | 59               | 72               | 75               | 71               | 64               | 58               | 52               | 59               |
| -------------------------------------------------- | ---------------- | ---------------- | ---------------- | ---------------- | ---------------- | ---------------- | ---------------- | ---------------- | ---------------- | ---------------- | ---------------- | ---------------- | ---------------- |
| Джерело: Дані метеостанції №53886 (КНР, 1991-2020) |                  |                  |                  |                  |                  |                  |                  |                  |                  |                  |                  |                  |                  |